# Regeringen Bang
Regeringen Bang var Danmarks regering mellan 12 december 1854 och 18 oktober 1856.
Konseljpresident
- Peter Georg Bang

Utrikesminister
- Wulf Heinrich Bernhard Scheel-Plessen till 15 januari 1855, därefter Ludvig Nicolaus Scheele

Finansminister
- Carl Christopher Georg Andræ

Inrikesminister
- Peter Georg Bang till 18 februari 1856, därefter Carl Frederik Simony till 4 juni, då Ivar Johan Unsgaard blev inrikesminister

Justitieminister
- Anton Wilhelm Scheel till 15 januari 1855, därefter Carl Frederik Simony

Kyrko- och undervisningsminister 
- Carl Christian Hall

Krigsminister
- Mathias Lüttichau till 25 maj 1856, därefter Christian Carl Lundbye

Marinminister
- Ove Wilhelm Michelsen

Minister för monarkins gemensamma inre angelägenheter
- Peter Georg Bang (från 16 oktober 1855)

Minister över Slesvig
- Peter Georg Bang till 13 december 1854, därefter Harald Iver Andreas Raasløff till 18 februari 1856, då Carl Christian Hall blev minister, därefter tog Friedrich Hermann Wolfhagen över 18 juni.

Minister över Holstein och Lauenborg
- Ludvig Nicolaus Scheele